# Francis Ormand Jonathan Smith
Pour les articles homonymes, voir Smith.
Francis Ormand Jonathan Smith (1806-1876) était un politicien et chef d'entreprise américain du XIXe siècle, qui a joué un rôle important dans les débuts du télégraphe électrique.

## Biographie
Né à Brentwood, dans le New Hampshire, le 23 novembre 1806, Francis Ormand Jonathan Smith a étudié le droit à Exete, puis s'est installé comme avocat à Portland (Maine). Élu à la chambre des représentants du Maine en 1831, puis à son Sénat en 1833, il fait partie des élus démocrates favorables à Andrew Jackson. 
Il a ensuite prêté assistance à Samuel Morse pour le développement du télégraphe électrique et fut l'un des financiers des premières lignes des États-Unis. Samuel Morse a en particulier eu recours à lui pour faire la promotion de son invention auprès du monde politique et voyager en Europe à la recherche de partenaires. Smith a pris un quart des droits sur les brevets de Morse en 1838. 
C'est grâce à son influence qu'en 1843 le congrès fédéral vote une subvention de 30 000 dollars pour construire une ligne expérimentale entre Washington et Baltimore, dont le premier message a été transmis en 1844. Il prend ensuite en charge la construction de la New York and Boston Magnetic Telegraph, ouverte le 7 juin 1846, qui fonctionne mal comme la précédente, mais qui a une importance stratégique, car située sur la route des nouvelles venues d'Europe. Dès l'automne 1846, il est confronté aux spéculations de Jacob Little sur le Krach de 1847 et sa ligne est coupée plusieurs fois, ce qui l'amène à accuser Daniel H. Craig d'être l'auteur de ces actes de vandalisme. Moins catégoriques, les journalistes du New York Herald n'en accusaient pas moins des « spéculateurs » d'être à l'origine du sabotage, dans leurs éditoriaux. Mis en cause par Smith pour cette affaire dans un article du Boston Daily Transcript du 16 février 1859, Daniel H. Craig décide de l'attaquer en justice pour diffamation .
Smith a par ailleurs eu recours à Ezra Cornell et John James Speed comme agents pour utiliser les brevets de Morse dans le Michigan, Ohio, Wisconsin, Illinois, et l'Indiana, mais il ne parvient pas à devenir actionnaire de leur société, tandis qu'une autre fait faillite. En 1849, il l'est l'un des deux opérateurs du Pony express de Nouvelle-Écosse, en concurrence avec la toute nouvelle Associated Press, représentée par Daniel H. Craig.